# Hyalinobatrachium mondolfii
Hyalinobatrachium mondolfii är en groddjursart som beskrevs av J. Celsa Senaris och Jose Ayarzagüena 200. Hyalinobatrachium mondolfii ingår i släktet Hyalinobatrachium och familjen glasgrodor. Inga underarter finns listade i Catalogue of Life.